# 포가튼 렐름
포가튼 렐름(Forgotten Realms)은 Wizard of the coast 회사 의 판타지 룰 《던전 앤 드래곤》(D&D)을 따르는 판타지 세계 중 하나이다. 캐나다의 작가 겸 게임 디자이너 에드 그린우드에 의해 개발되었으며, 흥행에 성공해 이후 많은 게임과 소설이 이에 기반해 탄생하게 된다. 이야기가 전개되는 중심 지역은 지구와 비슷하게 생긴 행성 어비이어 - 토릴에 속하는 페이룬 지방이다.
지방마다 차이가 있을 수 있으나, 페이룬 지방의 일반 대중들에게 알려진 기술 수준은 13-14세기 수준이다.

## 탄생 배경
1967년, 8살 먹은 캐나다인 꼬마가 다음과 같은 글을 썼다. "이제, 분주하게 움직이는 워터딥과 저무는 별의 바다(The Sea of Fallen Stars) 일대에서, 어떤 사람도 철학자 검사 더난, 허풍떨기 좋아하는 늙은 도둑 머트와 현명하고 오래된 마법사 엘민스터 들 보다 사랑받고 -- 그리고 경외를 받는 -- 사람들은 없었다."[출처: Dragon Magazine #218, p. 8]
이것이 포가튼 렐름 세계관의 전신이었다. 그리고 글을 쓴 꼬마가 에드 그린우드였다. 이런 형식으로 월간 잡지 《Dragon》에 짧은 판타지 소설을 쓰기 시작했다. 이 세계관은 아직 세계관으로 불릴 만큼 방대하지는 않았지만, 조금씩 체계화해 1985년에 《H1 Bloodstone Pass》를 TSR에서 내게 된다. 완전한 《포가튼 렐름 캠페인 셋》은 1987년 두 권짜리 소스 책과 4장의 거대한 지도로 나왔다. 이는 에드 그린우드와 Jeff Grubb의 합작으로 만들어졌다.

## 유명 등장인물
그린우드가 쓴 소설에 나왔던 대마법사 엘민스터와, R. A. Salvatore가 설정해 만든 드로우 레인저 드리즈트를 포함해, 여러 영웅들이 포가튼 렐름 세계관 안에 들어있다.
- 드리즈트 두어덴
- 울프가
- 자크나페인 도우든
- 아르테미스 엔트레리
- 랄로크
- 가브리엘
- 엘민스터
- 볼로

### 비디오 게임
- (1988) Pool of Radiance - 최초의포가튼 렐름 게임.
- (1991) 네버윈터 나이츠 - 최초의 D&D 기반 (MMORPG).
- (1998-2001) 발더스 게이트 - 인피니티 엔진을 최초로 도입한 D&D 기반 게임. 흥행에 성공해 소드 코스트 이야기, 발더스 게이트 2: 앰의 그림자, 바알의 왕좌를 후속작으로 내었고, 인피니티 엔진을 기반으로 아이스윈드 데일 시리즈, 다른 D&D 캠페인 세팅인 "플레인스케이프"를 기반으로 해 플레인스케이프 : 토먼트를 출시한다.
- (2002) 네버윈터 나이츠 - 3차원 시점 롤플레잉 게임으로, 다른 캠페인을 마음대로 만들 수 있어 인기를 얻었다.